# 퀘이보
콰보(Quavo, 1991년 4월 2일 ~ )는 미국의 래퍼, 싱어송라이터, 음반 프로듀서이다. 힙합 그룹 미고스의 멤버이다.

## 음반 목록
- Quavo Huncho (2018)

## 작품 목록

### 영화
- 캐시 아웃 (2024) - 앤턴 역